# Stanisław Fraus
Stanisław Fraus (ur. 30 października 1929 w Goduli, zm. 12 grudnia 2011 w Polanicy-Zdroju) – alpinista, długoletni goprowiec, przewodnik, działacz turystyczny i społeczny.

## Życiorys
Syn Bernarda. Pochodził z Goduli (obecnie dzielnica Rudy Śląskiej) na polskim Górnym Śląsku. W czasie II wojny światowej uczył się w niemieckiej szkole, po wojnie w Szkole Handlowej w Chorzowie. Służbę wojskową odbywał w kompanii sportowej, uprawiając lekkoatletykę i szermierkę.
W 1949 przeniósł się na ziemię kłodzką, od 1953 był mieszkańcem Polanicy-Zdroju. Przez prawie 50 lat był głównym księgowym, również zastępcą dyrektora zarządu Okręgu FWP w Polanicy. Z racji zawodu przez wiele lat był przewodniczącym komisji rewizyjnej Towarzystwa Miłośników Polanicy, od 2005 był też członkiem Glatzer Gebirgs-Verein e.V. z siedzibą w Brunszwiku, kontynuującego tradycje Kłodzkiego Towarzystwa Górskiego (GGV).
Żonaty z Zofią (1934–1999). Miał jedną córkę.
Spoczywa na cmentarzu komunalnym w Polanicy-Zdroju (1/6/21).

### Działalność w Górskim Ochotniczym Pogotowiu Ratunkowym
Od 1954 przez ponad 40 lat ratownik górski GOPR, najpierw w Grupie Sudeckiej, po podziale tej grupy członek zarządu Wałbrzysko-Kłodzkiej Grupy GOPR. Był współzałożycielem i w latach 1970–1994 kierownikiem Sekcji Operacyjnej Kłodzko z siedzibą w Polanicy. W latach 1968–1972 był członkiem Zarządu Głównego GOPR. Za szczególne zasługi dla ratownictwa górskiego został wyróżniony tytułem Członka Honorowego GOPR.

### Działalność w Polskim Towarzystwie Turystyczno-Krajoznawczym
Stanisław Fraus od 1948 był także członkiem Polskiego Towarzystwa Tatrzańskiego i przewodnikiem tatrzańskim. Na ziemi kłodzkiej został przewodnikiem PTTK, organizował piesze i narciarskie rajdy górskie, obozy wędrowne, wczasy lingwistyczne. Jako przewodnik sudecki PTTK oprowadził po szlakach turystycznych Sudetów i Kłodzczyzny około 150 tysięcy turystów. Doskonale władający językiem niemieckim (w czasie II wojny światowej uczył się w niemieckiej szkole) był przewodnikiem wielu grup niemieckich po ziemi kłodzkiej, m.in. pisarki Moniki Taubitz.
Zaangażował się w ruch turystyczny, był członkiem zarządu Oddziału PTTK „Ziemi Kłodzkiej” i długoletnim przewodniczącym Komisji Górskiej tego oddziału. Brał aktywny udział w zakładaniu kół młodzieżowych PTTK – szkolnych i zakładowych. W latach 1969–1977 był członkiem Komisji Turystyki Górskiej Zarządu Głównego PTTK. Miał uprawnienia przodownika GOT na Sudety, Tatry Polskie, Beskidy Zachodnie i Wschodnie.

### Alpinizm
Fraus należał do klubów wysokogórskich w Polsce, Niemczech i Austrii (gdzie uzyskał uprawnienia wspinaczkowe). W latach 1956–1970 uprawiał taternictwo i alpinizm, był uczestnikiem wypraw wysokogórskich, m.in. w Pamir i Alpy. W dniach od 13 lipca do 7 sierpnia 1968 wziął udział w wyprawie Polskiego Klubu Górskiego w Wielki Kaukaz, kierowanej przez Piotra Młoteckiego, zdobywając m.in. wschodni wierzchołek Elbrusu. Wspinał się także w Alpach: w Austrii, Szwajcarii, Włoszech, Słowenii oraz we Francji. W 1971 wziął udział w polskiej wyprawie, mającej na celu trawers północnej ściany trzech czterotysięczników w masywie Mont Blanc. W trakcie wejścia 7 września 1971 r. na Mont Blanc ze Zygmuntem Kwintą, jego partner poślizgnął się na lodowcu i zginął. Fraus, który był z nim połączony liną, został ciężko ranny, helikopter pogotowia górskiego przetransportował go do szpitala w dolinie Chamonix. Powiększenie się rodziny (narodziny córki) i argumenty żony zadecydowały o zaprzestaniu czynnej wspinaczki.

## Odznaczenia
Fraus został wyróżniony:
- Krzyż Oficerski Orderu Odrodzenia Polski[1]
- złota odznaka „Zasłużony dla Dolnego Śląska”
- Honorowy Przewodnik Turystyki Górskiej
- Zasłużony dla Polanicy Zdroju (2006)
- Członek Honorowy GOPR (2002)
- duże: złote odznaki PTTK – GOT i GON oraz GOT „Za wytrwałość”[15]
- Medal Aleksandra Janowskiego
- Medal im. Tytusa Chałubińskiego
- Medal Komisji Turystyki Górskiej Zarządu Głównego PTTK
- Złota Odznaka Turystyczna im. Jana Pawła II
- honorowa odznaka Turysta Dolnego Śląska (2008)[18].